# Anpachi
Anpachi (japanska: 安八町?, Anpachi-chō) är en landskommun (köping) i Gifu prefektur i Japan. 